# Slik
Slik war eine britische Musikgruppe, die 1970 in Glasgow unter dem Namen Salvation gegründet wurde.

## Bandgeschichte
Lange Zeit traten Midge Ure, Jim McGinley, Kenny Hyslop und Billy McIsaac in der britischen Provinz auf, ohne dass sich eine Plattenfirma für sie interessierte. Der Kompilationsfilm That’s Entertainment! führte 1975 zu einer Imageänderung. Die glatte Atmosphäre der Hollywood-Revuefilme veranlasste sie, sich in Slik umzutaufen und ein entsprechendes Outfit zuzulegen. Gestylt als US-Collegestudenten der späten 1950er und frühen 1960er Jahre mit Kurzhaarfrisuren, Baseballhemden und Turnschuhen starteten sie eine kurze erfolgreiche Karriere.
Die britischen Produzenten Bill Martin und Phil Coulter, die knapp ein Jahr zuvor bereits die Bay City Rollers in die Erfolgsspur geführt hatten, nahmen Slik unter Vertrag und produzierten mit ihnen Ende 1975 die Single Forever and Ever. In kurzer Zeit erreichte der Song die Nummer eins der britischen Hitparade. Der Mitte der 1970er Jahre für Mitglieder einer Popgruppe ungewöhnliche Auftritt mit kurzen Haaren erregte einiges Aufsehen.
Ein Konzert im ausverkauften Glasgower „Apollo Theatre“ löste eine Massenhysterie aus. Die Teenagerpresse feierte Slik als die neuen Helden der Popmusik und prophezeite ihnen eine große Zukunft. Der New Musical Express, Englands führende Musikzeitschrift, schrieb über Slik: „Diese Gruppe wird im Teeny-Markt ganz schwer aufräumen“. Mit ihrem Outfit und ihrer Musik, in deren Mittelpunkt eine sakrale Orgel stand, boten sie Abwechslung im Vergleich zu anderen Teeniebands. Ihre von der Musikpresse prophezeite Zukunft dauerte jedoch nur knapp ein Jahr. Mit weiteren Hits wie Requiem, The Kid’s a Punk, Don’t Take Your Love Away und Dancerama hatten sie nur mäßigen Erfolg.
Nach der Veröffentlichung des gleichnamigen Albums löste sich Slik 1977 auf. Bis auf Midge Ure und Kenny Hyslop traten die Mitglieder der Gruppe nicht mehr musikalisch in Erscheinung. Nach kurzen Gastspielen bei Rich Kids und Thin Lizzy gründete  Sänger, Gitarrist und Songschreiber Ure 1978 zusammen mit Steve Strange das Projekt Visage. Zwei Jahre später schloss er sich der New-Wave-Band Ultravox an und ersetzte John Foxx als. Schlagzeuger Hyslop spielte 1981/82 kurzzeitig bei den Simple Minds, nachdem deren erster Drummer Brian McGee im Sommer 1981 nach Vollendung des Albums Sons and Fascination ausgestiegen war.

## Diskografie

### Alben
- 1976: Slik – Bell/EMI
- 1977: Forever and Ever: The Best of Slik – EMI

### Singles
- 1975: Boogiest Band in Town – Bellaphon
- 1975: The Getaway – Bellaphon
- 1976: Forever and Ever – Bell/EMI
- 1976: Requiem – Bell/EMI
- 1976: The Kid’s a Punk – Bell/EMI
- 1976: Don’t Take Your Love Away – Bell/EMI
- 1977: Dancerama – Bell/EMI
- 1977: It’s Only a Matter of Time – Bell/EMI
- 1977: Put You in the Picture – Zoom Records ZUM2 (unter dem Bandnamen PVC2)